# Баня (област Бургас)
Вижте пояснителната страница за други значения на Баня.
Бáня е село в Източна България, област Бургас, Община Несебър, в близост до град Обзор (Област Бургас). През 2021 г. е включено в общ референдум за преминаване към нова община Обзор, но по-голямата част от участниците в него от селото гласуват против.

## География
Баня е разположено в полите на Стара планина на главния път Варна – Бургас и на 7 km от брега на Черно море. Това местоположение и съчетанието на планина и море правят селото привлекателно и предпочитано място. 
Селото се намира на 14 km от град Обзор, на 21 km от курортния комплекс Слънчев бряг, на 27 km от града-музей Несебър, на 57 km от областния център Бургас и на 73 km от Варна.
Точните координати на центъра на село Баня (област Бургас) са: N42.77664 E27.81903 като надморската височина е 190 м. На 6 км от селото се намира природен резерват „Иракли“, който е интересен с живописния си девствен плаж на брега на Черно море, където на самия пясък гнездят редки видове птици. Селото е заобиколено от гъсти, непроходими гори и от поддържани лозови масиви. Планинският и морски климат, както и красивата природа привличат много българи от други краища, но и чужденци. В селото има вече доста англичани, немци и холандци – собственици на имоти.

## История
Населението на село Баня е наследници на българи бежанци от Македония и Мала Азия.

## Население

### Етнически състав
Преброяване на населението през 2011 г.
Численост и дял на етническите групи според преброяването на населението през 2011 г.:
|                     | Численост |
| Общо                | 207       |
| Българи             | 188       |
| Турци               | -         |
| Цигани              | -         |
| Други               | -         |
| Не се самоопределят | -         |
| Неотговорили        | 18        |

## Религии
Основната религия на населението на Баня е православието.

## Обществени институции
Училището е построено по времето на Александър Стамболийски (1928 – 1933). По същото време е построена и сградата на кметството на селото. Преди 9 септември селото е било общински център с население повече от 2000 души и е обхващало селата Емона, Приселци и Раковсково.
След Първата световна воина по спогодбата Моллов - Кафандарис става размяна на население между България и Гърция. Така понтийските гърци по Черно море се преселват в Гърция, а тракийски, македонски и малоазийски българи идват по Черноморието, включително и в село Баня. Старата гръцка Баня – т.нар. Палио Баня, се намирала източно от сегашното село и по-близо до брега, но поради турски набези е било преместена. Църквата в селото е най-старата постройка, на приблизително 300 години. А Иракли, където е плажът, всъщност идва от Херакъл.
Кмет е Емил Димитров Огледалов.

## Забележителности
Баня е пресечна точка на полетите на прелетните птици. Изключително разнообразие на редки растителни и животински видове. Регионът е включен в проект „Натура 2000“.
В с. Баня се намира единствения център за спасяване и грижа за костенурки в страната – Геа Челония.
През лятото функционира Йога ретрийт клуб Шамбаня.
Селото е поддържано и добре изглеждащо, далеч от шума на големия град. В летния сезон населението се увеличава. 

## Редовни събития
Съборът на село Баня се провежда на 20 юли (Илинден).